# 十島村
十島村（日语：／ Toshima mura */?）是東海上吐噶喇群島中各島組成的一個自治體、其中最重要的島嶼是中之島，其他的有人島還包括了口之島、平島、諏訪之瀨島、惡石島、小寶島、寶島。

## 地理
從最北方的口之島到最南的橫當島的直線距離約160公里，可以說是全日本分布範圍最長的村。
- 口之島
13.3平方公里，周長：20公里，島上最高點為前岳，海拔628公尺。人口：125。位於十島村最北端，為從日本本土進入十島村的入口，在十島村中人口僅次於中之島。島上有日本最古老的野生牛，口之島牛。
- 中之島
34.5平方公里，周長：32公里，島上最高點海拔979公尺。人口：155。為十島村人口最多的島嶼，為十島村的主要聚落，過去村公所設於此，在村公所遷移至鹿兒島市後，島上設有唯一的村公所支所辦事處。
- 諏訪之瀨島
27.8平方公里，周長：27公里，島上最高點海拔799公尺。人口：63。島上有仍在活動的活火山，在島上最高點御岳山頂付近可看見噴煙。
- 惡石島
7.5平方公里，周長：13公里，島上最高點海拔584公尺，人口：77。是二次大戰期間，1933年日本沖繩的學童疏散船「對馬丸」被美軍潛艦擊沉地點最近的島嶼，此事件造成1418人死亡[1]，因此島上設有祭奠石碑。
- 平島
2.1平方公里，周長：7公里，島上最高點海拔243m公尺，人口：78。為吐噶喇群島中少數的稻作生產地點。傳說是平家戰敗者躲藏至島上，因此命名為平島。
- 小寶島
1平方公里，周長：5公里，島上最高點為竹之山，海拔103公尺，人口：49。
- 寶島
7.1平方公里，周長：14公里，島上最高點為，海拔292公尺，人口：128。為十島村中最南端的有人島嶼。傳說來自英國海盜將財寶藏在島上，也因此成為島名。

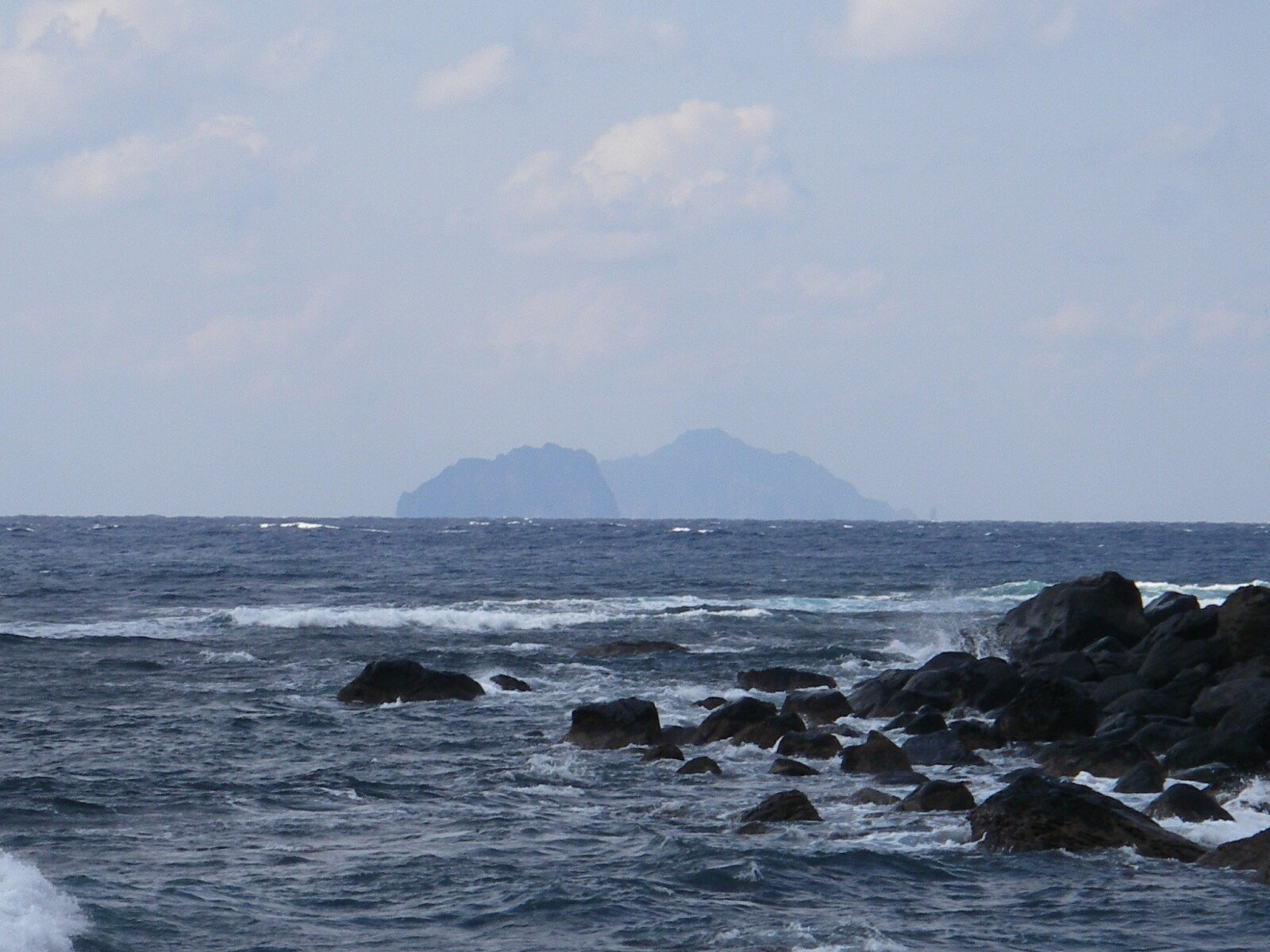
臥蛇島和小臥蛇島

- 臥蛇島
4.1平方公里，周長：9公里，島上最高點海拔497公尺，為無人島。過去曾經有人居住，在1970年7月28日最後的4戶居民共15人遷走而成為無人島，由於附近有許多漁場，因此常有許多船隻靠近，但由於島上道路狀況不佳，因此登島活動不多。
- 小臥蛇島
0.5平方公里，為無人島。
- 小島
0.36平方公里，為無人島。
- 上之根島
0.54平方公里，為無人島。
- 橫當島
2.76平方公里，周長：10公里，島上最高點為東峰，海拔495公尺，為無人島。是十島村轄區最南方的島嶼。為兩個火山島相連而成，由於島上缺乏港口和合適的停泊地點，因此登島活動也不多。

## 歷史
十島村的名字是因為是由十個有人居住的島嶼所組成，包括被稱為下7島的口之島、中之島、平島、諏訪之瀨島、惡石島、寶島＋小寶島（小寶島被視為寶島的一部分）、臥蛇島（現已成為無人島）以及現隸屬三島村的竹島、硫磺島、黑島這被稱為上3島的三個島嶼。1908年4月1日實施島嶼町村制時，十島村同時成立，隸屬大島郡，轄區即為前述之十座島嶼，村公所設於中之島。
在二次大戰日本戰敗後，1946年2月2日起，北緯30度以南的島與被納入美軍的統治，造成上3島和下7島被分割，包括村公所所在地的下7島都被納入美軍治理，日本政府便在鹿兒島市重新設立新的十島村村公所，但管轄範圍僅剩下上三島。
1952年2月10日，美軍將下7島歸還日本，但因上3島已有自己的的村公所，因此正式將上三島分割成立為三島村，村公所延續設於鹿兒島市；美軍交還的下7島則繼續屬於十島村管轄，十島村也就僅剩下七個有人島。
1970年7月28日臥蛇島上全體住民遷出，成為無人島。
1973年4月1日十島村改隸屬鹿兒島郡。
由於過去十島村內的島嶼之間交通往來不甚方便，十島村為了提高行政效率，以及顧及各島之間的平等性，在1956年4月1日將村公所從中之島遷移到鹿兒島市。但也因此發生與三島村相同的狀況，多數村公所的職員並非村民，而近年來海上交通也較為便捷，因此開始有將村公所遷回中之島的討論。

## 交通
目前轄區內各島港口設備良好，並有村營渡輪每週2次往返鹿兒島港、奄美大島和各島之間。
各島上沒有巴士和計程車等大眾交通工具，村民也少有轎車，主要使用小型車輛，或是輕型摩托車。島上也少有柏油路，甚至連加油站都沒有，村民必須自行從本土購買攜帶至島上。

## 外部連結
- OpenStreetMap上有關十島村的地理
- （日語） 官方网站